# Нижняя Нормандия
Нижняя Нормандия (фр. Basse-Normandie, норманд. Basse-Normaundie) — бывший регион на северо-западе Франции. С 1 января 2016 года является частью региона Нормандия. Главный город — Кан. Население — 1 475 684 человек (17-е место среди регионов).

## География
Площадь — 17 589 км², длина побережья — 470 км. Площадь лесов на территории составляла 192 000 га, здесь также расположено 3 региональных национальных парка. Высшая точка — Синяль д’Экув (413 м). По территории протекают реки Орн, Майенн и Сена.

## История
В римскую эпоху территория региона была разделена между многочисленными городами.
В V веке земли (находившиеся в составе Суасонской области) были захвачены франками и вошли в состав королевства Нейстрия.
В IX веке постоянные набеги норманов опустошали регион. В 911 году между Карлом III и Роллоном в городке Сен-Клер-сюр-Эпт был подписан договор о передаче Нормандии — тогдашнего графства Руанского — последнему. Его потомки последовательно расширяли границы своих владений за счёт постепенного продвижения на юг.
В 1066 году Вильгельм Завоеватель захватил Англию. В 1087 году англо-нормандское государство было разделено. После победы при Тинчербей в 1106 году Нормандия перешла во владение династии Плантагенетов. В 1204 году Филипп Август захватил Нормандию, но во время Столетней войны Англия снова завоевала эту область.
В 1436—1450 годах борьба Франции за Нормандию продолжалась. Лишь в 1468 году провинция была включена в состав королевского домена.

## Административное деление
Регион включал департаменты Кальвадос, Манш и Орн.